# Жданово (Волоколамский район)
Жданово — деревня в Волоколамском районе Московской области России.
Входит в состав городского поселения Волоколамск. Население — 83 чел. (2010).

## География
Деревня Жданово расположена с юго-востока от Волоколамска вплотную к городской черте. В 2,5 км к западу от деревни находится станция Волоколамск Рижского направления Московской железной дороги. В 2 км к северу от деревни проходит федеральная автодорога «Балтия» М9. Ближайшие сельские населённые пункты — деревни Муромцево, Большое Никольское и Нелидово. В деревне две улицы — Новая и Центральная, зарегистрировано три садовых товарищества.

## Население
| 1852 | 1859 | 1926 | 2002 | 2006 | 2010 |
| ---- | ---- | ---- | ---- | ---- | ---- |
| 246  | ↗252 | ↗447 | ↘79  | ↘67  | ↗83  |

## История

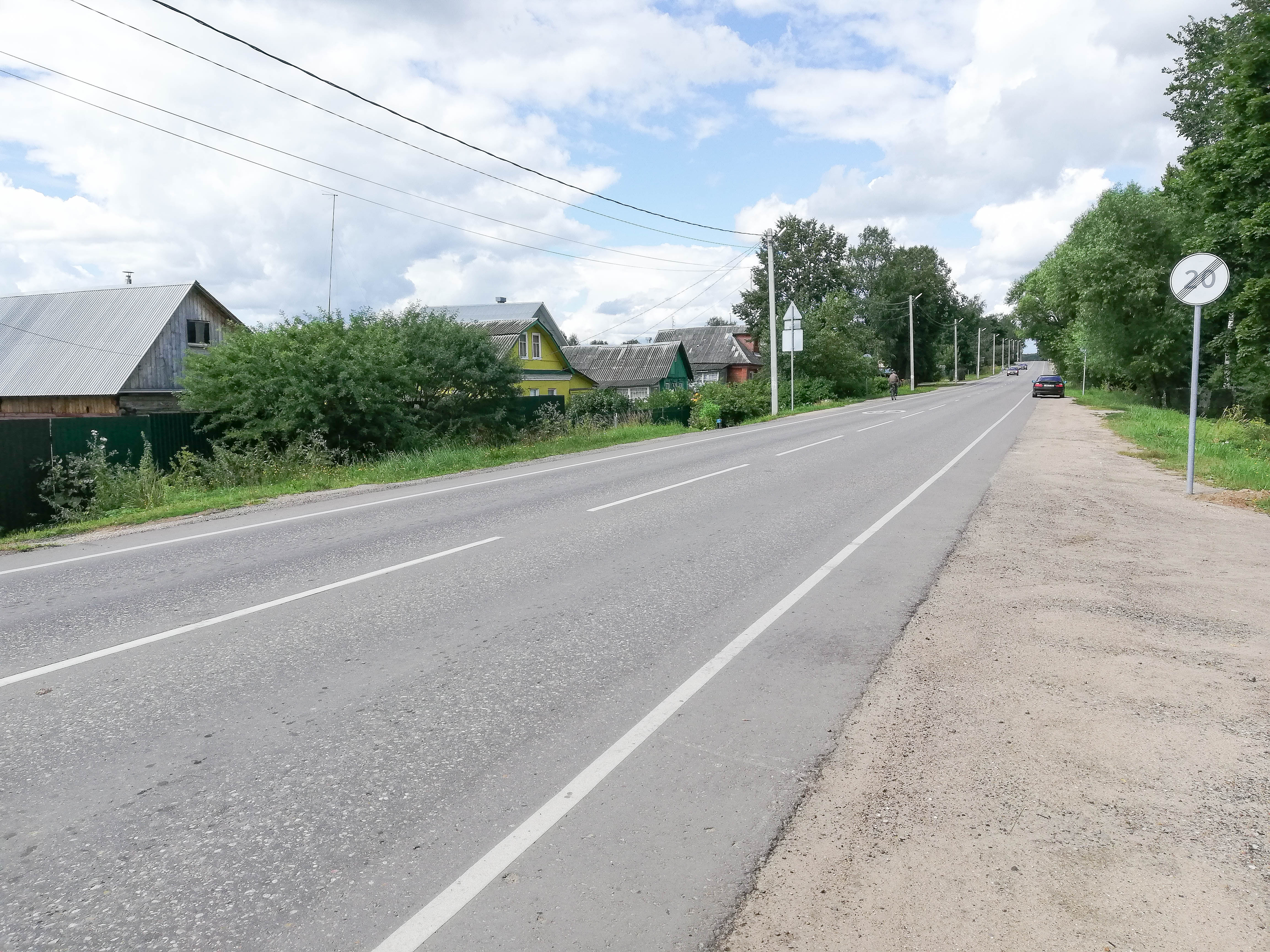
Улица в деревне Жданово

В «Списке населённых мест» 1862 года Жданово — казённая деревня 2-го стана Волоколамского уезда Московской губернии по правую сторону почтового Московского тракта (из Волоколамска), в 4 верстах от уездного города, при безымянной речке, с 35 дворами, и 252 жителями (125 мужчин, 127 женщин).
По данным на 1890 год входила в состав Тимошевской волости Волоколамского уезда, число душ мужского пола составляло 129 человек.
В 1913 году — 72 двора и земское училище.
По материалам Всесоюзной переписи населения 1926 года — центр Ждановского сельсовета Тимошевской волости, проживало 447 жителей (199 мужчин, 248 женщин), насчитывалось 80 хозяйств, имелась школа.
С 1929 года — населённый пункт в составе Волоколамского района Московского округа Московской области. Постановлением ЦИК и СНК от 23 июля 1930 года округа как административно-территориальные единицы были ликвидированы.
1929—1963 гг. — центр Ждановского сельсовета Волоколамского района.
1963—1965 гг. — центр Ждановского сельсовета Волоколамского укрупнённого сельского района.
1965—1994 гг. — центр Ждановского сельсовета Волоколамского района.
В 1994 году Московской областной думой было утверждено положение о местном самоуправлении в Московской области, сельские советы как административно-территориальные единицы были преобразованы в сельские округа.
1994—2006 гг. — центр Ждановского сельского округа Волоколамского района.
С 2006 года — деревня городского поселения Волоколамск Волоколамского муниципального района Московской области.